# Aalen Hauptbahnhof
Aalen Hauptbahnhof ist ein Bahnhof etwa 200 Meter nordöstlich der Altstadt von Aalen. In seiner Funktion als Knotenbahnhof ist er Kreuzungspunkt der Bahnstrecke Stuttgart-Bad Cannstatt–Nördlingen (Rems- und Riesbahn), der Bahnstrecke Aalen–Ulm (Brenzbahn) und der Bahnstrecke Goldshöfe–Crailsheim (Obere Jagstbahn).
Der Bahnhof Aalen trägt seit dem Fahrplanwechsel am 11. Dezember 2016 die Bezeichnung Hauptbahnhof.

## Geschichte

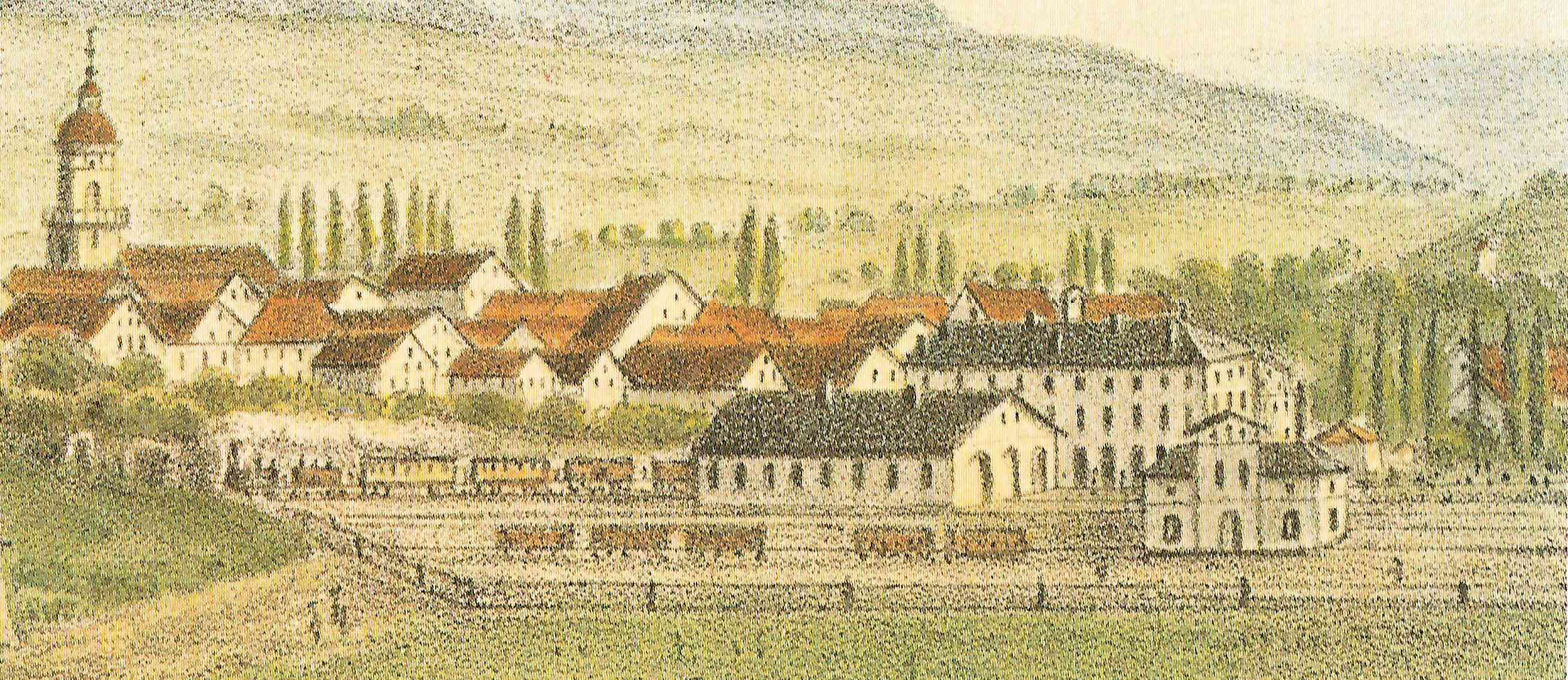
Bahnhof und Stadt nach 1861

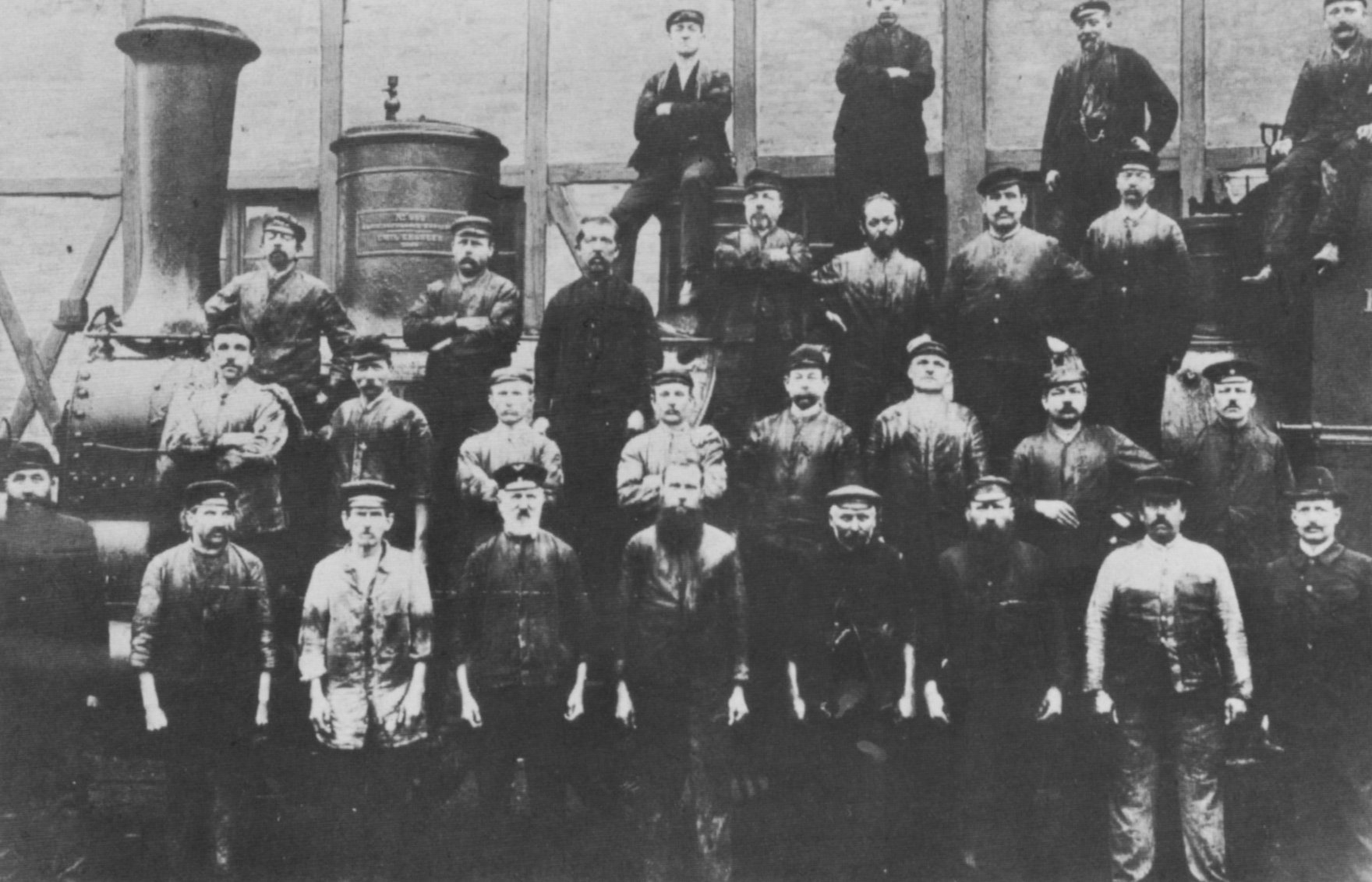
Gruppenbild Werkstätte Aalen vor Lok B „Coblenz“

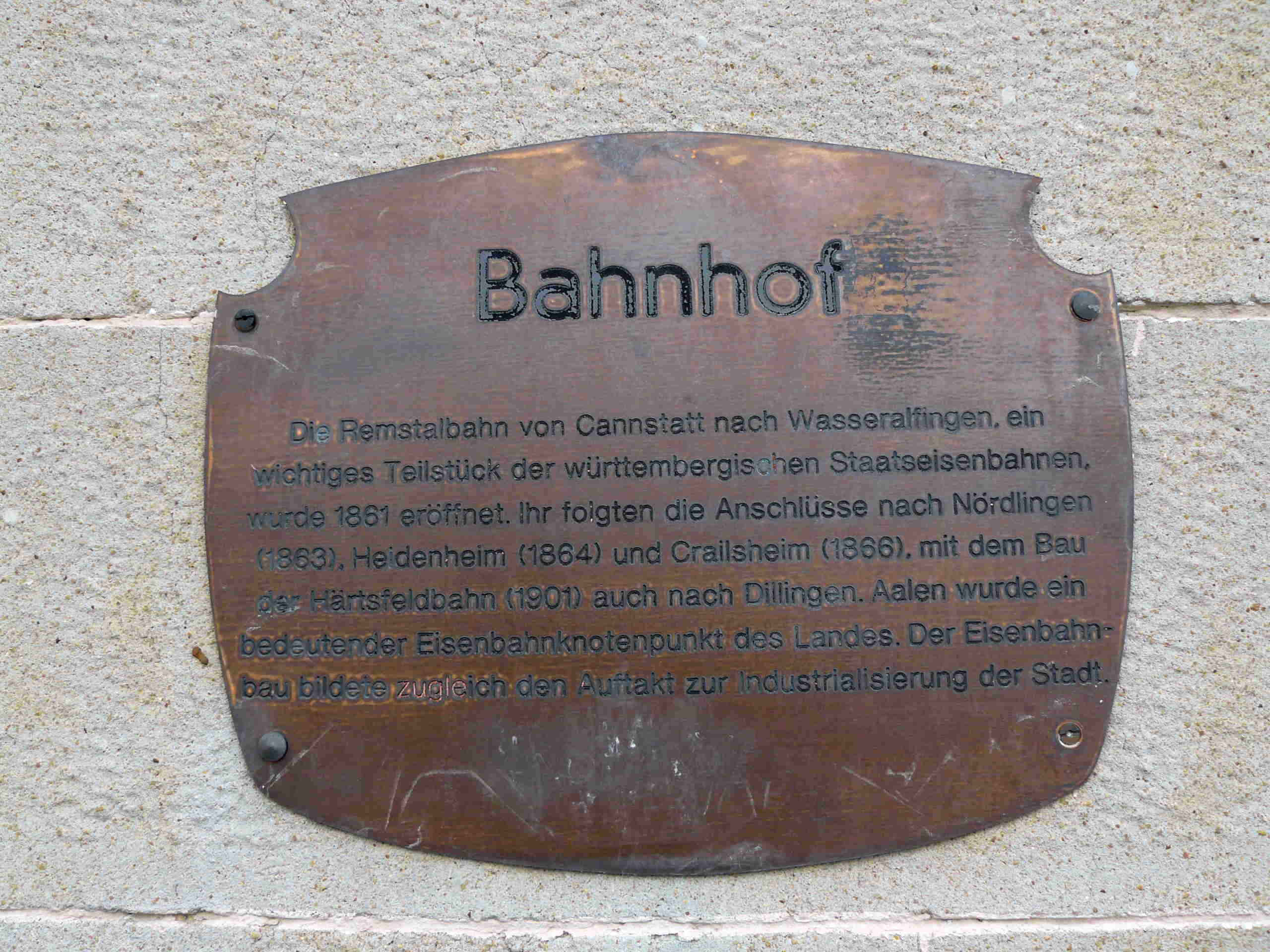
Infoschild am Eingang

Trotz der Schwierigkeiten der Länder Württemberg und Bayern, welche sich nicht über ein gemeinsames Konzept einer grenzüberschreitenden Bahn einigen konnten, erreichte am 18. Juli 1861 als erstes die Remsbahn der Königlich Württembergischen Staats-Eisenbahnen den Ort. Obwohl Aalen nicht als Eisenbahnknoten geplant war, wurde der erste kleine Bahnhof bereits zu Anfang mit acht Bahnangestellten, welche zugleich Postbeamte waren, besetzt. Eine Verlängerung der Bahn in Richtung Nördlingen nahm dann am 3. Oktober 1863 den Betrieb auf. Als dritter Anschluss erreichte dann am 13. September 1864 die Brenzbahn aus Richtung Heidenheim den Ort (die Verbindung von Heidenheim nach Ulm konnte wegen der sog. Brenzbahnklausel erst 1876 fertiggestellt werden). Crailsheim konnten dann ab dem 15. November 1866 und Schwäbisch Hall ab dem 10. Dezember 1867 mit der Bahn erreicht werden. 1865 wurde eine Eisenbahn-Reparaturwerkstätte eingerichtet, die die Grundlage für das spätere Bahnbetriebswerk Aalen war.
Bereits zu diesem Zeitpunkt zeichnet sich ab, dass der Bahnhof für den zunehmenden Eisenbahnverkehr zu klein konzipiert war. Er verfügte nur über einen überdachten Hauptbahnsteig direkt am Bahnhofsgebäude und einen nur rund 1,80 m breiten Hilfsbahnsteig für das zweite Gleis. So begann man 1873 mit der Erweiterung und dem Umbau des Bahnhofes. 1876 wurde das neue Hauptgebäude eingeweiht. 1884 besaß der Bahnhof insgesamt vier Gleise, von denen drei für den Personenverkehr vorgesehen war. So war der Bahnhof trotz der spärlichen Geldmittel, welche das Land zur Verfügung stellte (nur 500.000 Goldmark statt der benötigten 3.500.000), für den weiteren Anstieg des Verkehrs gerüstet. Bis zum Ende des Jahrhunderts stieg der Verkehr auf insgesamt 80 Zugfahrten pro Tag.
1901 waren die Finanzmittel aufgebraucht, aber das Land stellte weitere 1.400.000 Goldmark zur Verfügung. Damit konnte der Bahnhof von drei auf fünf Gleise für den Personenverkehr erweitert werden. Am 31. Oktober desselben Jahres nahm mit der Härtsfeldbahn eine 1000-mm-Schmalspurbahn nach Neresheim und Dillingen ihren Betrieb auf. Sie hatte gegenüber dem Bahnhof auf der anderen Seite der Gleisanlagen ihren Endpunkt. Um sie an das Bahnhofsgebäude anzuschließen, richtete man einen 72 m langen Fußgängertunnel unter den Bahnanlagen ein. Da die Bahn anfangs parallel zur Strecke in Richtung Ulm verlief, lag dieser Abschnitt auf einem Dreischienengleis.
1905 bekam der Bahnhof elektromechanische Stellwerkstechnik.

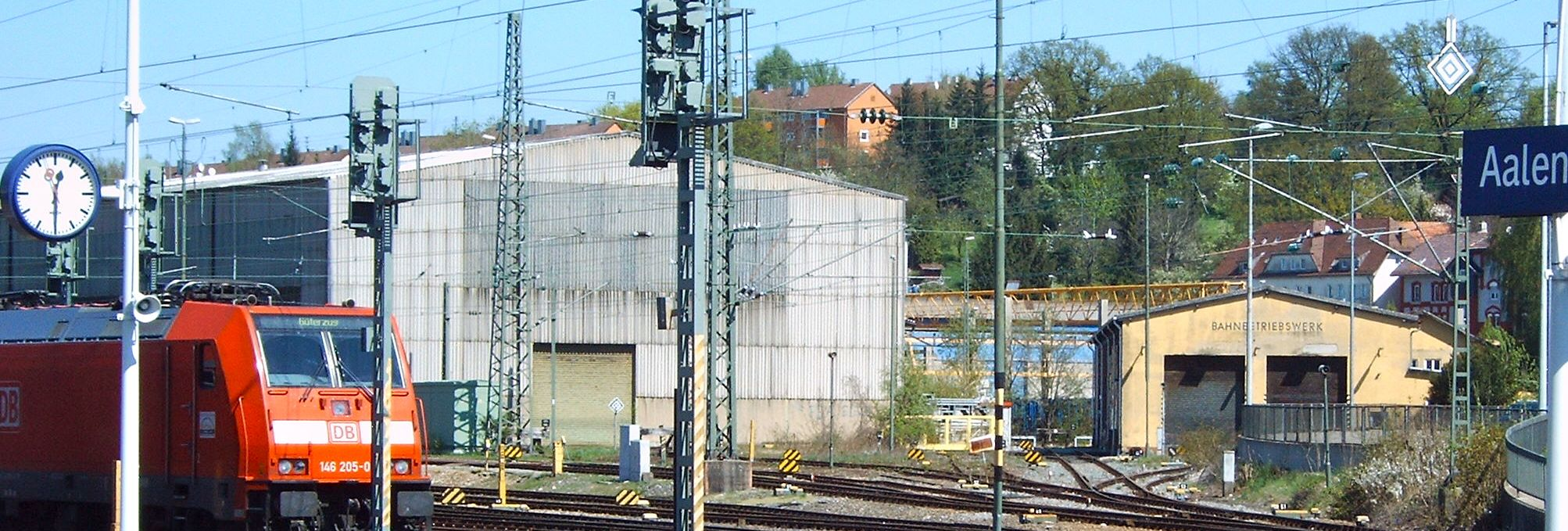
Halle der Baustahlgewebe Produktionsgesellschaft mbH mit ehem. Schienenbushalle 2009

Während des Zweiten Weltkrieges wurde der Bahnhof bei einer ersten Angriffswelle am 1. und 2. April 1945 nicht sehr beschädigt. Erst die gezielten Angriffe am 8. April und am 17. April schädigten den Bahnhof nachhaltig, so dass der Verkehr gänzlich eingestellt werden musste. Der Verkehr konnte erst am 9. Juli auf Veranlassung der Alliierten wieder aufgenommen werden.
Die nächste einschneidende Veränderung fand 1970 mit dem Beginn der Elektrifizierung der Remsbahn, welche am 28. Mai 1972 abgeschlossen war, statt. Beschlossen wurde diese Maßnahme bereits mit der Unterzeichnung des Elektrifizierungsabkommens zwischen dem Land Baden-Württemberg und der Deutschen Bundesbahn. Seit 1971 besteht ein Relaisstellwerk. Der Abschnitt nach Crailsheim wurde erst bis zum 2. Juni 1985 elektrifiziert.
Die Härtsfeldbahn stellte am 30. September 1972 ihren Personenbetrieb ein. Der Güterverkehr folgte zwei Monate später am 30. November. Anschließend fand die Demontage der Gleisanlagen statt.
Eine Renovierung des Hauptgebäudes, welche für 1980 geplant war, verschob sich auf das Jahr 1990. Grund war, dass das Gebäude mittlerweile unter Denkmalschutz stand. Für 4,4 Millionen Deutsche Mark entstand zudem das Reisezentrum, ein Laden und ein Bistro.
1991 wurde eine zweistündlich verkehrende Interregio-Linie 27 zwischen Karlsruhe und Nürnberg über Aalen eingerichtet. Diese Linie verkehrt seit 2002 als Intercity-Linie 61. Einzelne Züge fuhren bzw. fahren über Nürnberg hinaus zu verschiedenen anderen Zielen.

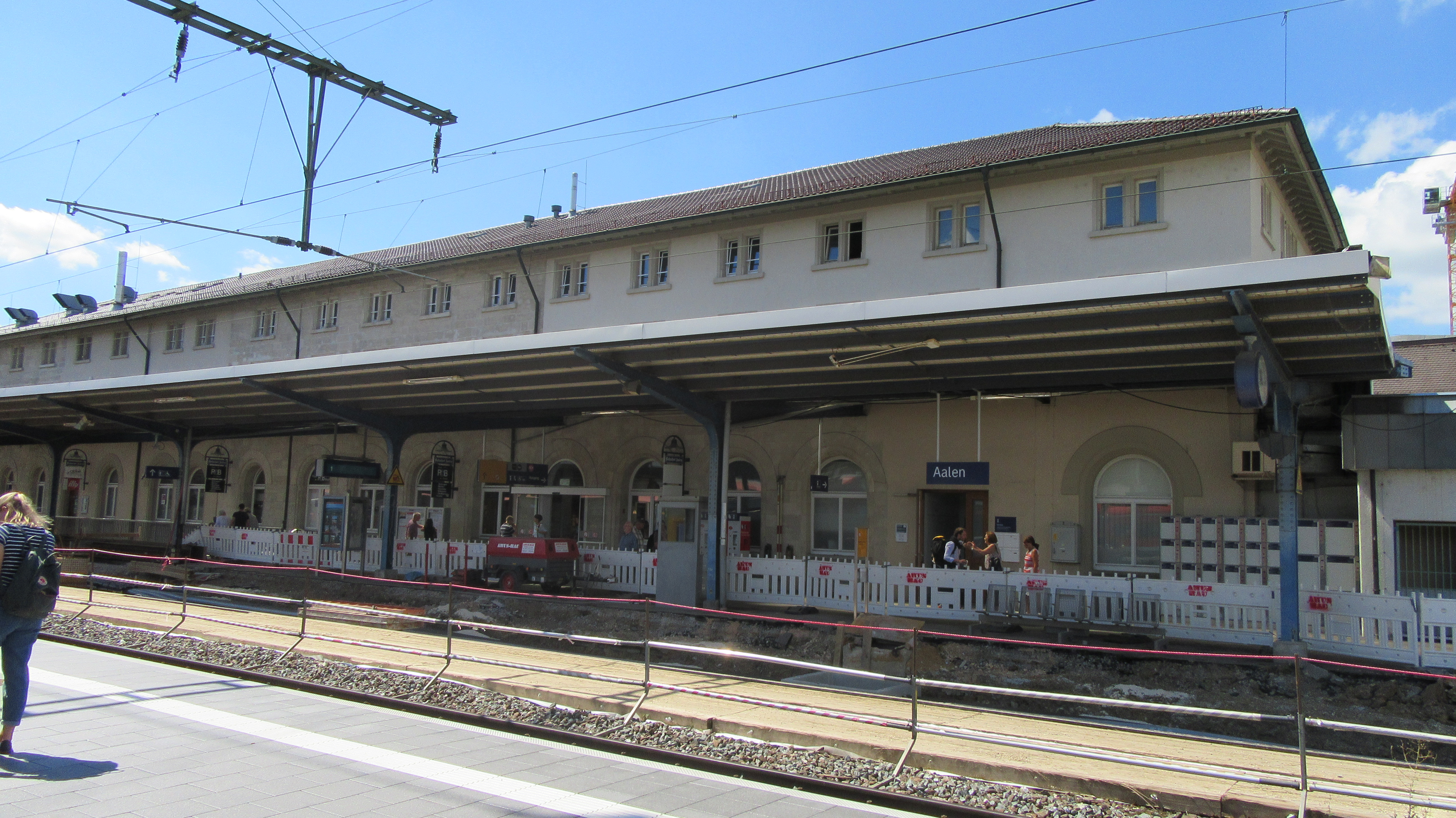
Empfangsgebäude während des Umbaus (2016)

Im Januar 2010 wurde bekannt gegeben, dass der Bahnhof Aalen mit Mitteln aus dem Konjunkturpaket I der Bundesrepublik für insgesamt rund 4,8 Millionen Euro modernisiert und behindertengerecht ausgestattet werden soll. Am 3. August 2012 wurde der Einbau der Aufzüge und die Einrichtung von Zugängen zur städtischen Hirschbachunterführung (Investitionen in Höhe von rund 2,2 Millionen Euro) abgeschlossen. 2014 erfolgte ein erneuter Umbau der Geschäftsflächen, dabei wurden die Verkaufsflächen der Bahnhofsbuchhandlung und des Bäckerei-Cafés modernisiert und erweitert.
Mit einem symbolischen Spatenstich wurde am 26. Juni 2015 die zweite Ausbaustufe begonnen. Für 4,9 Millionen Euro, die von Bund, Land, Bahn und Stadt getragen werden, wurden die Bahnsteige 1, 2/3 und 4/5 mit einer Höhe von 55 Zentimetern neu gebaut. Ebenso wurde der Bahnhof als Ganzes zeitgemäß umgebaut. Der Umbau erfolgte in einer fünfstufigen Phase im laufenden Betrieb und war bis Ende 2016 abgeschlossen.
Mit Abschluss der Bauarbeiten wurde der Bahnhof am 11. Dezember 2016 in Aalen Hauptbahnhof umbenannt.

## Verkehr

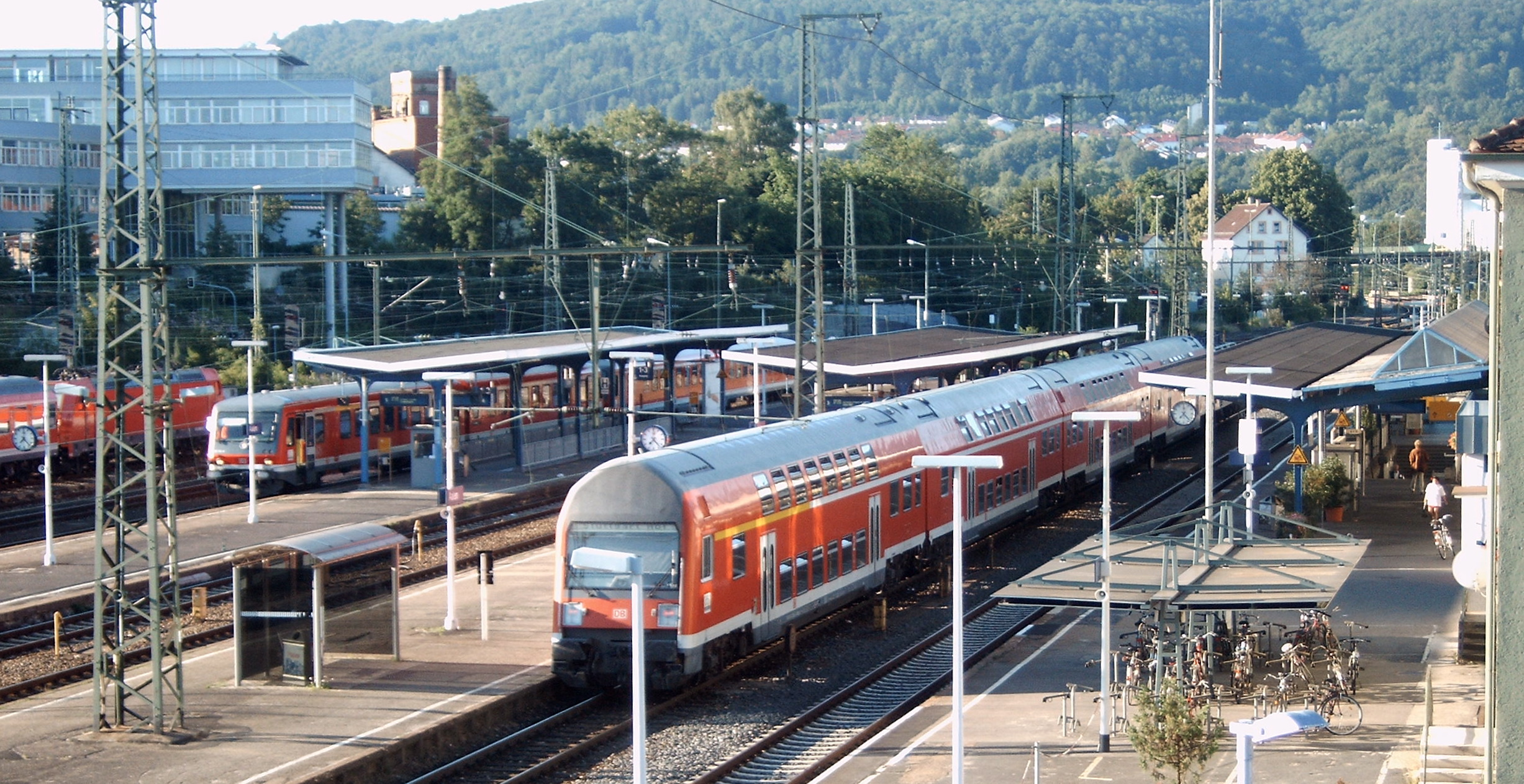
Blick auf die Bahnsteige (2006)

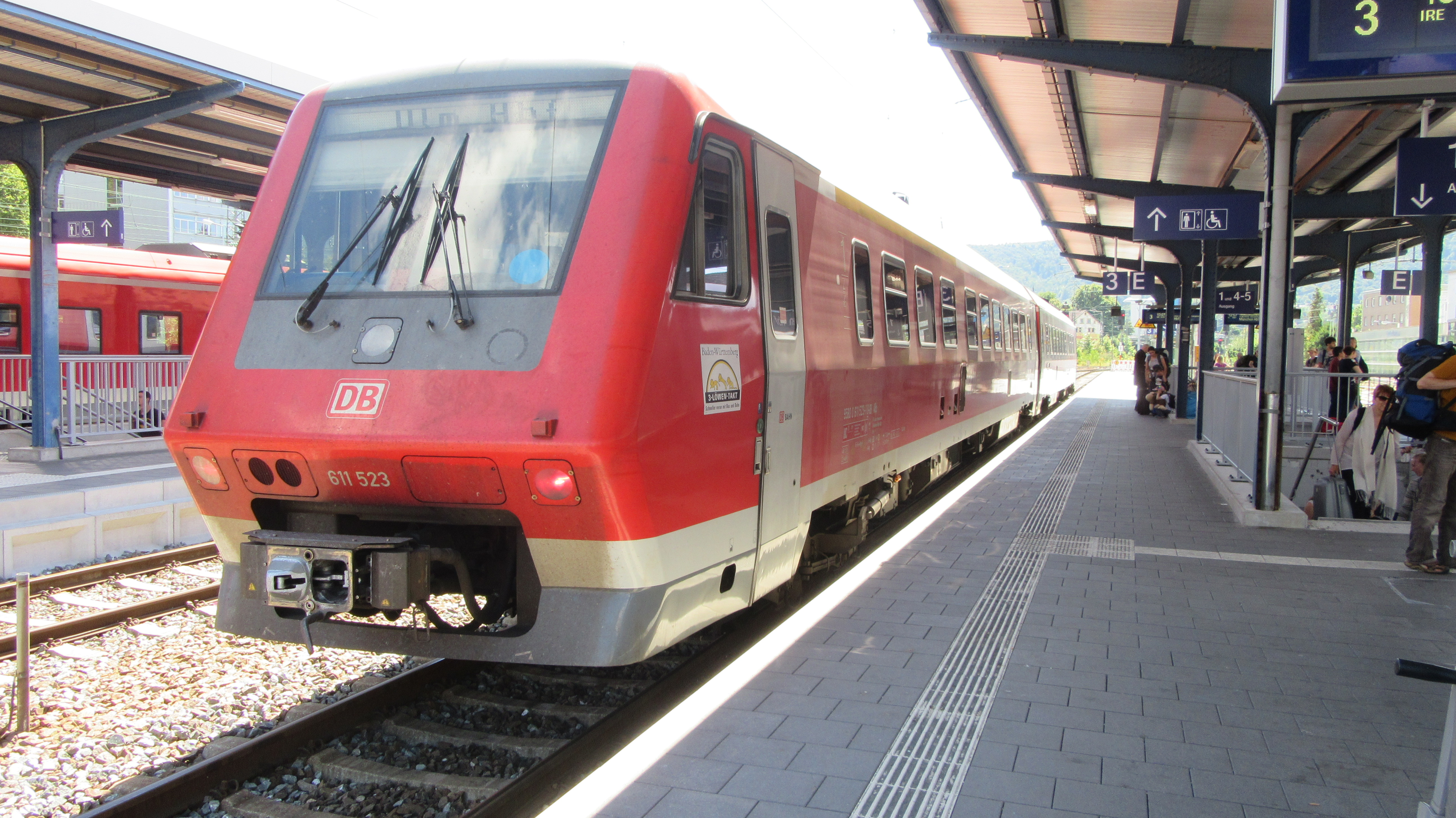
611 523 auf IRE-Linie Aalen–Ulm an Gleis 3 (2016)

Im Integralen Taktfahrplan von Baden-Württemberg hat der Bahnhof zweierlei Knotenfunktionen:
Stündlich um die Symmetrieminute 30 bestehen Umsteigemöglichkeiten zwischen Zügen des Regionalverkehrs folgender Relationen in Hin- und Rückrichtung:
- Stuttgart–Aalen–Ellwangen (– Crailsheim) (Bahnstrecke Stuttgart-Bad Cannstatt–Nördlingen und Bahnstrecke Goldshöfe–Crailsheim, nach Crailsheim nur zweistündlich),
- Ulm–Aalen (Bahnstrecke Aalen–Ulm),
- Aalen–Donauwörth (– München) (Bahnstrecke Stuttgart-Bad Cannstatt–Nördlingen, am Wochenende nur alle zwei Stunden durchgehend).

Die Umsteigemöglichkeiten zwischen den Richtungen Ellwangen und Donauwörth bestehen im benachbarten Bahnhof Goldshöfe.
Zu jeder ungeraden Stunde um die Symmetrieminute 00 bestehen Umsteigemöglichkeiten zwischen Intercity-Zügen der Linie Karlsruhe–Stuttgart–Nürnberg–München in beiden Richtungen und Regionalexpress-Zügen (bis 2024 Interregio-Express-Zügen) von und nach Ulm.
Mit dem Fahrplanwechsel zum 9. Juni 2019 übernahm die Go-Ahead Baden-Württemberg (heute: Arverio) den Betrieb des Regionalverkehrs auf der Rems- und Oberen Jagstbahn. Im Zuge dessen wurde die Haupttaktfrequenz zwischen Stuttgart und Aalen von Montag bis Samstag auf einen Halbstundentakt ausgeweitet. Zudem besteht abwechselnd mit dem InterCity 61 stündlich eine umstiegsfreie Verbindung zwischen Aalen und Karlsruhe. Zum selben Datum übernahm die Hohenzollerische Landesbahn den Betrieb des Regionalexpress zwischen Ulm und Aalen. Der von DB ZugBus Regionalverkehr Alb-Bodensee betriebene zweistündliche Interregio-Express von Aalen nach Ulm blieb unverändert bestehen und verkehrt seit Dezember 2024 als Regionalexpress.

### Bedienung
| Linie       | Strecke                                                                                | Frequenz                                                                               | Betreiber                 |
| ----------- | -------------------------------------------------------------------------------------- | -------------------------------------------------------------------------------------- | ------------------------- |
| IC 61       | Karlsruhe – Pforzheim – Stuttgart – Aalen – Crailsheim – Nürnberg – Saalfeld – Leipzig | Zweistundentakt (Karlsruhe – Nürnberg), fünf Zugpaare (Nürnberg – Leipzig)             | DB Fernverkehr            |
| RE 1        | Karlsruhe – Pforzheim – Stuttgart – Schorndorf – Schwäbisch Gmünd – Aalen              | Zweistundentakt                                                                        | Arverio Baden-Württemberg |
| RE 50       | Aalen – Oberkochen – Heidenheim – Giengen – Langenau – Ulm                             | Zweistundentakt                                                                        | DB Regio                  |
| RS 5 RS 51  | Ulm – Thalfingen – Langenau – Sontheim – Giengen – Heidenheim – Oberkochen – Aalen     | Stundentakt (in Tagesrandlagen als RS 51; in der HVZ zusätzliche Züge nach Heidenheim) | SWEG                      |
| MEX 13      | Stuttgart – Schorndorf – Schwäbisch Gmünd – Aalen (– Ellwangen – Crailsheim)           | Halbstundentakt; bis Ellwangen Stundentakt, bis Crailsheim Zweistundentakt             | Arverio Baden-Württemberg |
| RE 89 RB 89 | Aalen – Nördlingen – Donauwörth (– Augsburg – München)                                 | Stundentakt; alle zwei Stunden bis München                                             | Arverio Bayern            |

(Stand 15. Dezember 2024)

## Städtische Industriebahn Aalen
Im Süden des Stadtgebietes lag die kommunal betriebene und im Herbst 2016 stillgelegte Städtische Industriebahn Aalen, auf der 2002 noch rund 250 Wagenladungen jährlich befördert wurden. Sie hatte ihren Beginn an der Bahnhofsausfahrt in Richtung Ulm.

## Anbindung
Ein vor dem Hauptgebäude gelegener Busbahnhof und ein 2006 eröffnetes Park-and-ride-Parkhaus verbinden den Bahnhof mit dem Straßenverkehr. Am Busbahnhof befindet sich die Info-Zentrale der Verkehrsgemeinschaft Aalen.
2003 wurde ein 204 Stellplätze bietendes Fahrradparkhaus eingeweiht, das zum Schutz gegen Diebstähle mit Videoüberwachung ausgerüstet wurde.

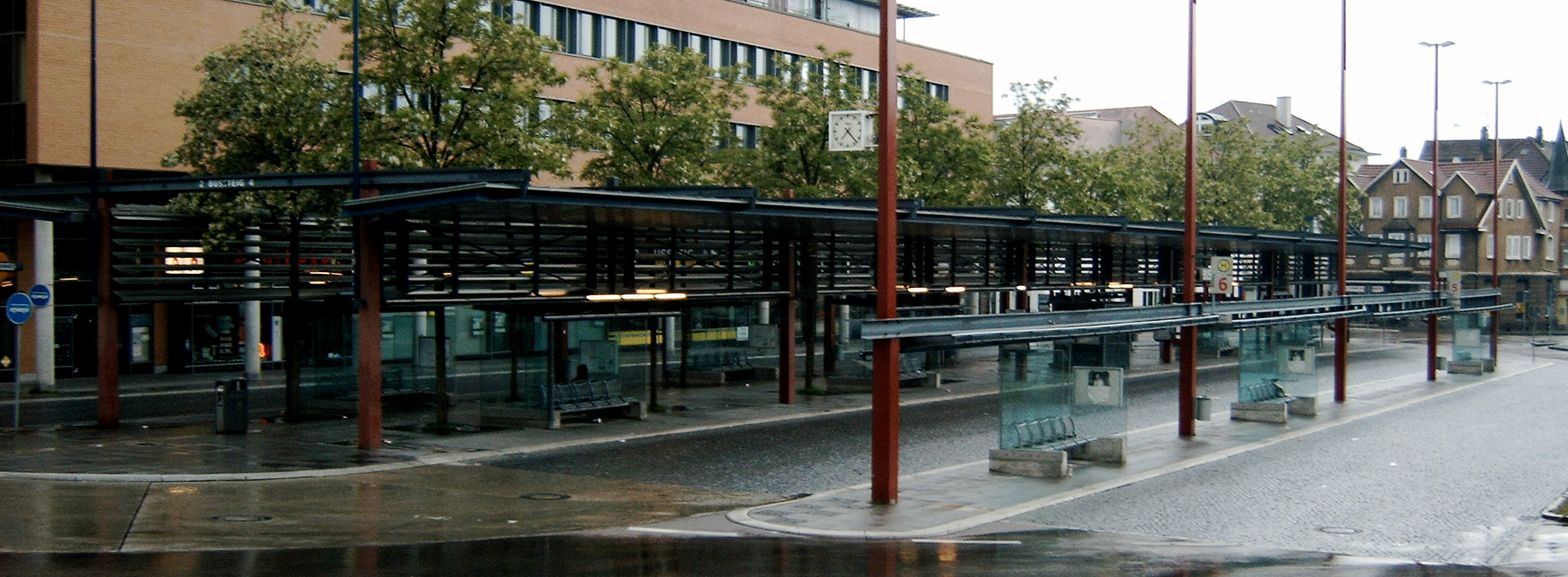
Busbahnhof
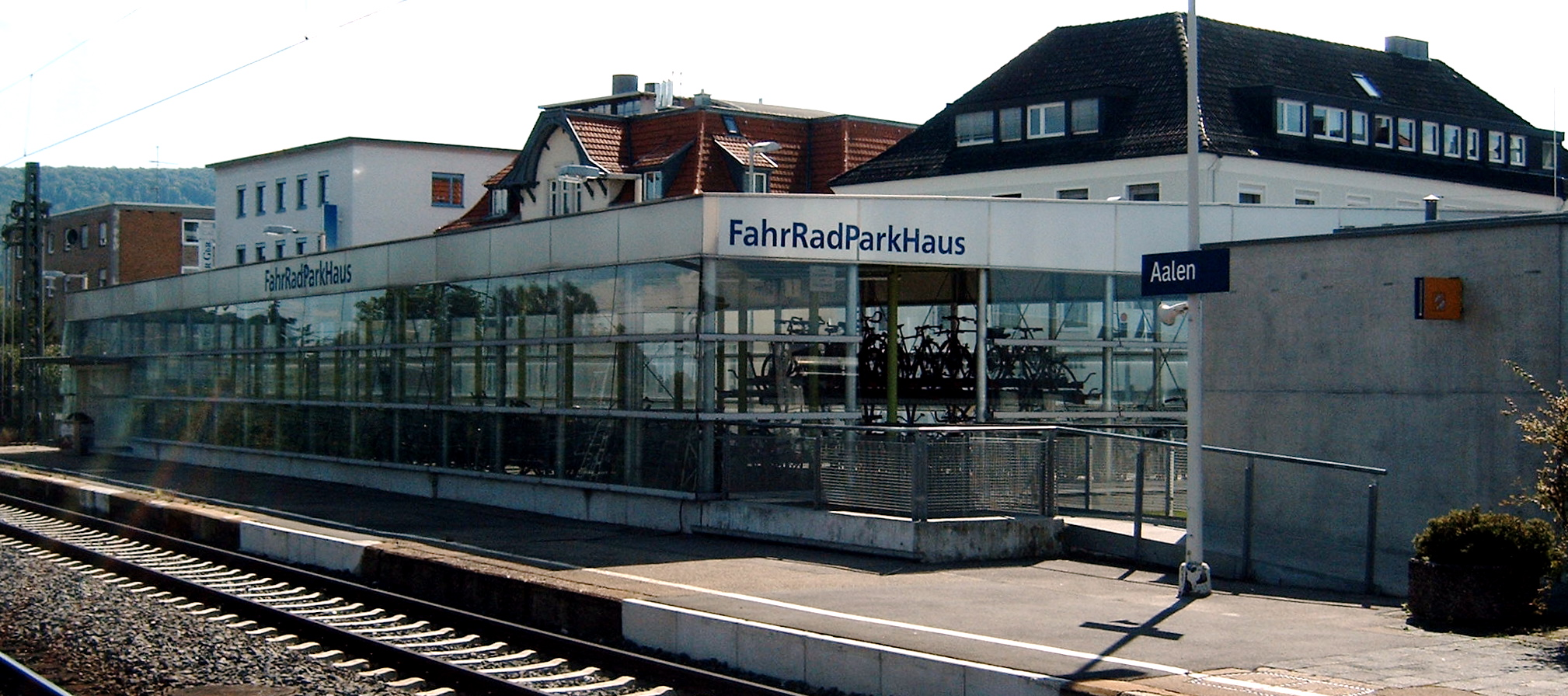
Fahrradparkhaus
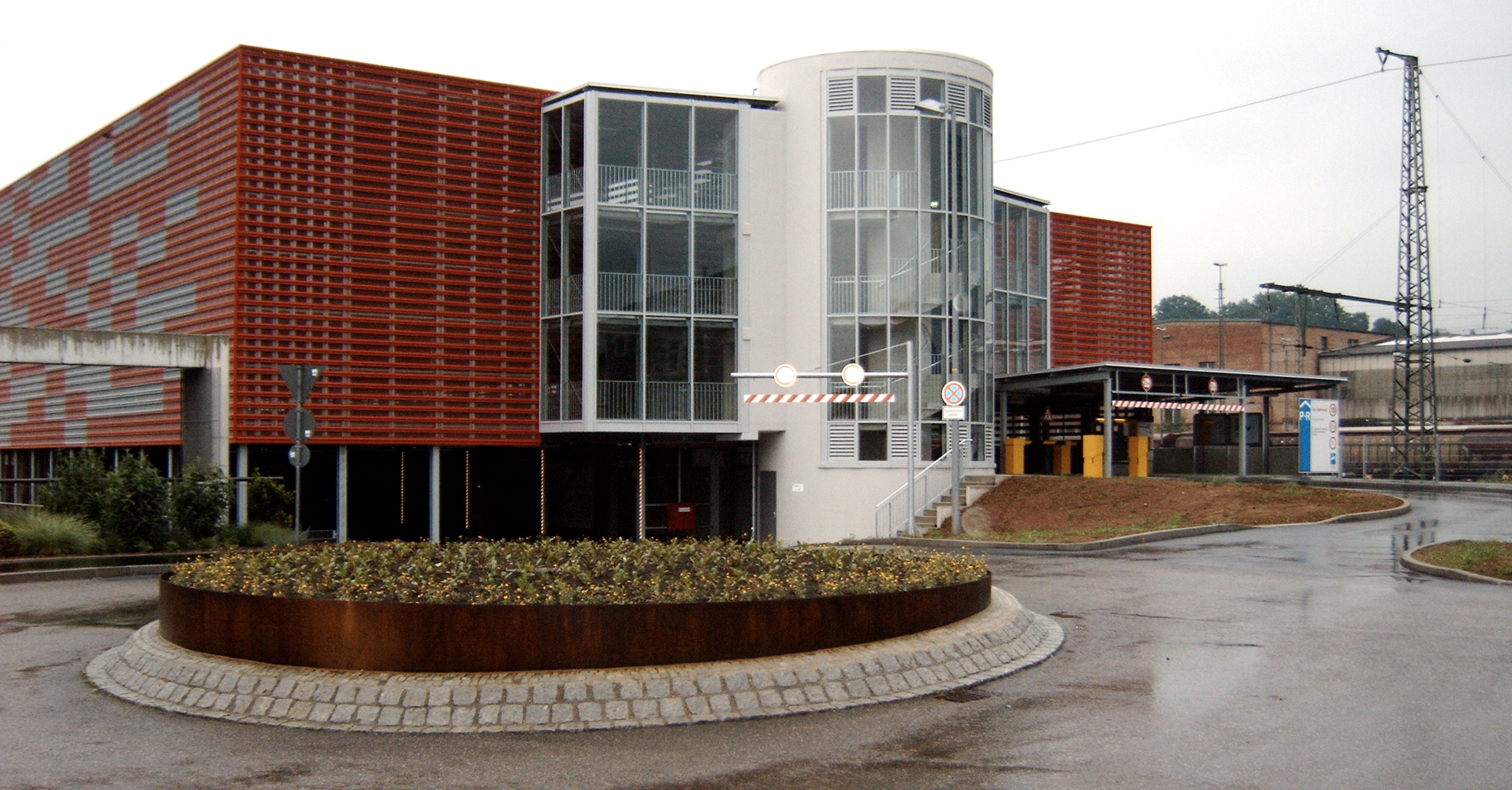
Park-and-Ride-Parkhaus

## Weitere Bahnstationen im Stadtgebiet Aalen
Neben dem Bahnhof Aalen befinden sich im Stadtgebiet weitere Stationen, die aber aus historischen Gründen nicht die Bezeichnung „Aalen“ im Namen tragen. Diese Stationen sind die Bahnhöfe Wasseralfingen, Unterkochen und der Haltepunkt Hofen. Der Bahnhof Goldshöfe liegt teils im Stadtgebiet Aalen, teils im Gemeindegebiet Rainau. Im Süden der Stadt befindet sich der stillgelegte Haltepunkt Erlau.
Mit Einführung des Halbstundentaktes soll 2019 an der Remsbahn der Haltepunkt Aalen West in Betrieb genommen werden. Dieser soll zwischen dem Stadtteil Hofherrnweiler und dem Industriegebiet West auf Höhe der Stadtgärtnerei errichtet werden und eine Länge von 270 Metern haben. Der Baubeginn war für 2021 geplant. Der Haltepunkt Aalen West soll als Kombibahnsteig mit sowohl 55 als auch 76 Zentimetern Höhe ausgebaut werden. Der Planfeststellungsantrag wurde im Oktober 2021 gestellt. Der Planfeststellungsbeschluss erging im März 2024.
Zudem ist mittelfristig geplant, an der Brenzbahn zwischen Walkstraße und dem ehemaligen Haltepunkt Erlau den Haltepunkt Aalen Süd einzurichten.